# Sylvie Pissis
Pour les articles homonymes, voir Pissis.
Sylvie Pissis, née le 24 février 1963 à Clermont-Ferrand, est une archère française.
Membre de l'équipe de France féminine de tir à l'arc, elle participe aux Jeux olympiques d'été de 2000, terminant 48e au classement individuel.
Elle est sacrée championne du monde de tir à l'arc en salle par équipe en 1999,.